# Wyraz pochodny
Wyraz pochodny – wyraz utworzony na podstawie wyrazu podstawowego, np. jagoda (wyraz podstawowy), jagodowy (wyraz pochodny). Wyrazy pochodne są też wyrazami podstawowymi względem innych wyrazów.
Przykład frazy złożonej z wyrazów pochodnych:
- Róża z różową różą i Rózią na Różanej w Różanowie – dziewczyna o imieniu Róża z różą (kwiat) koloru różowego i Rózią (zdrobnienie od imienia Róża) na ul. Różanej w miejscowości Różanów.

Wyrazy te zawsze dzieli się na podstawę słowotwórczą oraz formant (jeżeli wyraz się nie dzieli, jest to wyraz podstawowy).